# Hokej na lodzie na Zimowych Igrzyskach Olimpijskich 2022 – kwalifikacje mężczyzn
Kwalifikacje do Zimowych Igrzysk Olimpijskich w 2022 roku, których celem było wyłonienie trzech reprezentacji hokejowych na turniej olimpijski 2022 w Pekinie. Podział na grupy kwalifikacyjne został przeprowadzony w oparciu o Mistrzostwa Świata z 2019 roku. Rozegrano jedenaście turniejów, w tym trzy z których zwycięzcy uzyskali kwalifikacje.
Bezpośredni awans na igrzyska olimpijskie zapewniło sobie osiem najwyżej sklasyfikowanych w rankingu IIHF reprezentacji.

## Zakwalifikowane drużyny
| Rodzaj kwalifikacji | Termin                       | Miejsce            | Miejsca | Zakwalifikowani                                                           |
| --- | ---------------------------- | ------------------ | ------- | ------------------------------------------------------------------------- |
| Gospodarz | 17 maja 2018                 | Kopenhaga          | 1       | Chiny                                                                     |
| Ranking IIHF 2019 obejmujący turnieje: Mistrzostwa Świata 2016 Mistrzostwa Świata 2017 Igrzyska Olimpijskie 2018 Mistrzostwa Świata 2018 Mistrzostwa Świata 2019 | 31 marca 2016 – 26 maja 2019 | Bratysława Koszyce | 8       | Kanada Rosja Finlandia Szwecja Czechy Stany Zjednoczone Niemcy Szwajcaria |
| Zwycięzca turnieju kwalifikacyjnego | 26-29 sierpnia 2021          | Bratysława         | 1       | Słowacja                                                                  |
| Zwycięzca turnieju kwalifikacyjnego | 26-29 sierpnia 2021          | Ryga               | 1       | Łotwa                                                                     |
| Zwycięzca turnieju kwalifikacyjnego | 26-29 sierpnia 2021          | Oslo               | 1       | Dania                                                                     |

## Pierwsza runda kwalifikacji
Turnieje zostały rozegrane w luksemburskim – Kockelscheuer w hali Patinoire de Kockelscheuer i w chińskiej Sanji w hali TUS Ice and Snow Park. Zwycięzcami turniejów przedkwalifikacyjnych zostały drużyny Kirgistanu oraz Chińskiego Tajpej, które awansowały do kolejnej rudny kwalifikacji.

### Grupa N
| Lp. | Zespół                       | M | Pkt | Z | Zd | Pd | P | G+ | G- | +/- |
| --- | ---------------------------- | - | --- | - | -- | -- | - | -- | -- | --- |
| 1   | Kirgistan                    | 3 | 9   | 3 | 0  | 0  | 0 | 29 | 10 | +19 |
| 2   | Zjednoczone Emiraty Arabskie | 3 | 6   | 2 | 0  | 0  | 1 | 15 | 16 | -1  |
| 3   | Luksemburg                   | 3 | 3   | 1 | 0  | 0  | 2 | 17 | 11 | +6  |
| 4   | Bośnia i Hercegowina         | 3 | 0   | 0 | 0  | 0  | 3 | 7  | 31 | -24 |

| 8 listopada 2019 | Zjednoczone Emiraty Arabskie | 4:9 | Kirgistan | Patinoire de Kockelscheuer, Kockelscheuer |

| Szczegóły      | Szczegóły                                                                                            | Szczegóły       | Szczegóły | Szczegóły                                                                                 |
| -------------- | --- | --------------- | --- | ----------------------------------------------------------------------------------------- |
| Godzina: 15:45 | S. Al-Nuami (EQ) 07:13 A. Zainutdinov (EQ) 16:04 A. Zainutdinov (EQ) 31:23 A. Zainutdinov (EQ) 36:58 | (2:1, 2:3, 0:5) | 06:45 (EQ) W. Nosow 22:04 (EQ) A. Titow 31:56 (EQ) A. Titow 35:21 (EQ) W. Tonkikh 46:56 (PP) A. Gorobec 48:41 (EQ) W. Tonkikh 52:02 (EQ) W. Nosow 53:24 (EQ) Ż. Tagajew 54:41 (EQ) W. Tonkikh | Widzów: 200 Sędzia główny: Li Ho Ching Sędziowie liniowi: Espen Olsvik Chris Van Grinsven |
| Godzina: 15:45 | 34 min. kar                                                                                          |                 | 12 min. kar | Widzów: 200 Sędzia główny: Li Ho Ching Sędziowie liniowi: Espen Olsvik Chris Van Grinsven |

| 8 listopada 2019 | Bośnia i Hercegowina | 1:10 | Luksemburg | Patinoire de Kockelscheuer, Kockelscheuer |

| Szczegóły      | Szczegóły               | Szczegóły       | Szczegóły | Szczegóły                                                                                       |
| -------------- | ----------------------- | --------------- | --- | ----------------------------------------------------------------------------------------------- |
| Godzina: 19:15 | D. Filipović (EQ) 49:37 | (0:4, 0:5, 1:1) | 05:23 (PP2) V. Shelest 06:17 (PP) C. Farinon 13:39 (EQ) B. Welter 19:15 (PP) V. Shelest 31:56 (EQ) m. Eriksson 32:04 (EQ) V. Shelest 34:49 (SH) S. Grein 35:46 (SH) C. Cannon 38:19 (PP) S. Grein 47:14 (EQ) P. Sinner | Widzów: 676 Sędzia główny: Vytautas Lukoševičius Sędziowie liniowi: Sydor Krycki Tobias Schwenk |
| Godzina: 19:15 | 12 min. kar             |                 | 6 min. kar | Widzów: 676 Sędzia główny: Vytautas Lukoševičius Sędziowie liniowi: Sydor Krycki Tobias Schwenk |

| 9 listopada 2019 | Zjednoczone Emiraty Arabskie | 6:3 | Bośnia i Hercegowina | Patinoire de Kockelscheuer, Kockelscheuer |

| Szczegóły      | Szczegóły | Szczegóły       | Szczegóły                                                          | Szczegóły                                                                                       |
| -------------- | --- | --------------- | ------------------------------------------------------------------ | ----------------------------------------------------------------------------------------------- |
| Godzina: 15:45 | N. Remess (EQ) 08:35 A. Zainutdinov (EQ) 09:58 A. Zainutdinov (PP) 14:00 J. Al-Dhaheri (EQ) 24:05 M. Al-Mazrouei (PP) 24:49 J. Al-Dhaheri (EQ) 54:34 | (3:1, 2:1, 1:1) | 05:11 (PP) M. Hodžić 38:18 (PP) T. Ćatović 55:48 (PP) D. Filipović | Widzów: 179 Sędzia główny: Vytautas Lukoševičius Sędziowie liniowi: Espen Olsvik Tobias Schwenk |
| Godzina: 15:45 | 22 min. kar |                 | 18 min. kar                                                        | Widzów: 179 Sędzia główny: Vytautas Lukoševičius Sędziowie liniowi: Espen Olsvik Tobias Schwenk |

| 9 listopada 2019 | Luksemburg | 3:5 | Kirgistan | Patinoire de Kockelscheuer, Kockelscheuer |

| Szczegóły      | Szczegóły                                                      | Szczegóły       | Szczegóły | Szczegóły                                                                                      |
| -------------- | -------------------------------------------------------------- | --------------- | --- | ---------------------------------------------------------------------------------------------- |
| Godzina: 19:15 | M. Eriksson (PP) 17:58 M. Mosr (EQ) 48:54 C. Cannon (EQ) 55:38 | (1:0, 0:4, 2:1) | 25:17 (PP) W. Nosow 28:07 (EQ) A. Kudaszew 30:44 (EQ) A. Gorobec 35:44 (SH) W. Nosow 59:26 (SH) (EN) W. Tonkikh | Widzów: 734 Sędzia główny: Cemal Ersin Kaya Sędziowie liniowi: Sydor Krycki Chris Van Grinsven |
| Godzina: 19:15 | 6 min. kar                                                     |                 | 14 min. kar | Widzów: 734 Sędzia główny: Cemal Ersin Kaya Sędziowie liniowi: Sydor Krycki Chris Van Grinsven |

| 10 listopada 2019 | Kirgistan | 15:3 | Bośnia i Hercegowina | Patinoire de Kockelscheuer, Kockelscheuer |

| Szczegóły      | Szczegóły | Szczegóły       | Szczegóły                                                                | Szczegóły                                                                           |
| -------------- | --- | --------------- | ------------------------------------------------------------------------ | ----------------------------------------------------------------------------------- |
| Godzina: 15:45 | W. Tonkikh (EQ) 01:29 M. Czuwałow (EQ) 01:48 W. Nosow (EQ) 09:28 O. Kołodii (EQ) 11:58 A. Gorobec (PP) 15:20 O. Kołodii (PP) 33:02 A. Kaczkjubekow (PP) 37:33 U. Tursunbekow (EQ) 40:49 M. Egorow (EQ) 42:02 K. Terentjew (EQ) 46:22 M. Egorow (EQ) 47:06 A. Titow (EQ) 52:07 O. Kołodii (EQ) 52:14 E. Mirbekow (EQ) 54:36 A. Kudaszew (PP) 58:45 | (5:2, 2:0, 8:1) | 08:49 (PP) D. Cordalija 10:09 (EQ) A. Hadžihasanović 47:25 (EQ) A. Rakić | Widzów: 232 Sędzia główny: Li Ho Ching Sędziowie liniowi: Sydor Krycki Espen Olsvik |
| Godzina: 15:45 | 6 min. kar |                 | 14 min. kar                                                              | Widzów: 232 Sędzia główny: Li Ho Ching Sędziowie liniowi: Sydor Krycki Espen Olsvik |

| 10 listopada 2019 | Luksemburg | 4:5 | Zjednoczone Emiraty Arabskie | Patinoire de Kockelscheuer, Kockelscheuer |

| Szczegóły      | Szczegóły                                                                           | Szczegóły       | Szczegóły | Szczegóły                                                                                        |
| -------------- | ----------------------------------------------------------------------------------- | --------------- | --- | ------------------------------------------------------------------------------------------------ |
| Godzina: 19:15 | S. Backes (EQ) 13:12 C. Cannon (EQ) 14:05 C. Cannon (PP) 23:33 S. Backes (PP) 25:48 | (2:2, 2:2, 0:1) | 02:07 (EQ) M. Al-Zaabi 10:25 (PP) J. Al-Dhareri 24:59 (EQ) A. Zainutdinov 31:42 (PP) V. Savko 49:29 (EQ) N. Remess | Widzów: 403 Sędzia główny: Cemal Ersin Kaya Sędziowie liniowi: Tobias Schwenk Chris Van Grinsven |
| Godzina: 19:15 | 14 min. kar                                                                         |                 | 22 min. kar | Widzów: 403 Sędzia główny: Cemal Ersin Kaya Sędziowie liniowi: Tobias Schwenk Chris Van Grinsven |

### Grupa O
| Lp. | Zespół          | M | Pkt | Z | Zd | Pd | P | G+ | G- | +/- |
| --- | --------------- | - | --- | - | -- | -- | - | -- | -- | --- |
| 1   | Chińskie Tajpej | 3 | 9   | 3 | 0  | 0  | 0 | 20 | 8  | +12 |
| 2   | Tajlandia       | 3 | 6   | 2 | 0  | 0  | 1 | 21 | 8  | +13 |
| 3   | Hongkong        | 3 | 3   | 1 | 0  | 0  | 2 | 19 | 14 | +5  |
| 4   | Kuwejt          | 3 | 0   | 0 | 0  | 0  | 3 | 1  | 31 | -30 |

| 7 listopada 2019 | Chińskie Tajpej | 5:3 | Tajlandia | TUS Ice and Snow Park, Sanya |

| Szczegóły      | Szczegóły | Szczegóły       | Szczegóły                                                                  | Szczegóły                                                                                           |
| -------------- | --- | --------------- | -------------------------------------------------------------------------- | --------------------------------------------------------------------------------------------------- |
| Godzina: 13:00 | Y. Shao-yang (EQ) 16:53 Y. Chang-hsing (SH) 43:34 H. Po-yuan (PP) 47:20 Y. Shao-yang (EQ) 58:43 Y. Sung-yin (EQ) (EN) 59:27 | (1:1, 0:0, 4:2) | 04:21 (PP) H. Nagayama 52:01 (PP) P. Thanakroekkiat 55:24 (PP) P. Forstner | Widzów: 301 Sędzia główny: François Emmanuel Gautier Sędziowie liniowi: Attila Nagy Yeung Ting Kwan |
| Godzina: 13:00 | 10 min. kar |                 | 10 min. kar                                                                | Widzów: 301 Sędzia główny: François Emmanuel Gautier Sędziowie liniowi: Attila Nagy Yeung Ting Kwan |

| 7 listopada 2019 | Kuwejt | 0:12 | Hongkong | TUS Ice and Snow Park, Sanya |

| Szczegóły      | Szczegóły   | Szczegóły       | Szczegóły | Szczegóły                                                                                               |
| -------------- | ----------- | --------------- | --- | --- |
| Godzina: 17:00 |             | (0:4, 0:3, 0:5) | 09:36 (EQ) J. Cheng 14:25 (PP) R. Lee 18:04 (EQ) Y. Wong 19:03 (EQ) H. Lui 24:11 (EQ) R. Lee 38:00 (EQ) J. Cheng 39:26 (EQ) K. Siu Him 46:48 (PP) J. Cheng 49:28 (EQ) K. Siu Him 50:36 (PP) C. Chi Lok 58:15 (PP) J. Cheng 59:44 (PP2) W. Ka Ho | Widzów: 250 Sędzia główny: Mohamad Faris Hakimin Yusoff Sędziowie liniowi: Omar Al-Yassi Tam Weng Leong |
| Godzina: 17:00 | 28 min. kar |                 | 8 min. kar | Widzów: 250 Sędzia główny: Mohamad Faris Hakimin Yusoff Sędziowie liniowi: Omar Al-Yassi Tam Weng Leong |

| 8 listopada 2019 | Chińskie Tajpej | 8:0 | Kuwejt | TUS Ice and Snow Park, Sanya |

| Szczegóły      | Szczegóły | Szczegóły       | Szczegóły   | Szczegóły                                                                                 |
| -------------- | --- | --------------- | ----------- | ----------------------------------------------------------------------------------------- |
| Godzina: 13:00 | l. Ping-en (EQ) 22:15 H. Po-yuan (PP) 28:43 S. Yen-chin (PP) 30:25 H. Po-yun (SH) 32:49 Y. Shao-yang (SH) 34:16 C. Wei-ting (EQ) 46:15 P. Yi (EQ) 52:34 H. Po-yun (EQ) 57:32 | (0:0, 5:0, 3:0) |             | Widzów: 230 Sędzia główny: Lee Joo-hyun Sędziowie liniowi: Tam Weng Leong Yeung Ting Kwan |
| Godzina: 13:00 | 29 min. kar |                 | 22 min. kar | Widzów: 230 Sędzia główny: Lee Joo-hyun Sędziowie liniowi: Tam Weng Leong Yeung Ting Kwan |

| 8 listopada 2019 | Hongkong | 2:7 | Tajlandia | TUS Ice and Snow Park, Sanya |

| Szczegóły      | Szczegóły                              | Szczegóły       | Szczegóły | Szczegóły                                                                                         |
| -------------- | -------------------------------------- | --------------- | --- | ------------------------------------------------------------------------------------------------- |
| Godzina: 17:00 | J. Cheng (EQ) 21:08 Y. Wong (EQ) 46:38 | (0:3, 1:1, 1:3) | 07:20 (EQ) N. Luckanatinakorn 09:46 (EQ) J. Tengsakul 16:01 (PP) P. Thanakroekkiat 26:30 (EQ) N. Luckanatinakorn 52:50 (EQ) T. Rattanachot 58:33 (EQ) M. Kitayama 59:20 (EQ) P. Suwachirat | Widzów: 255 Sędzia główny: François Emmanuel Gautier Sędziowie liniowi: Omar Al-Yassi Attila Nagy |
| Godzina: 17:00 | 8 min. kar                             |                 | 10 min. kar | Widzów: 255 Sędzia główny: François Emmanuel Gautier Sędziowie liniowi: Omar Al-Yassi Attila Nagy |

| 10 listopada 2019 | Tajlandia | 11:1 | Kuwejt | TUS Ice and Snow Park, Sanya |

| Szczegóły      | Szczegóły | Szczegóły       | Szczegóły             | Szczegóły                                                                                                 |
| -------------- | --- | --------------- | --------------------- | --- |
| Godzina: 13:00 | K. Kindborn (EQ) 02:41 R. Sukwiboon (EQ) 03:27 P. Forstner (PP) 32:06 P. Forstner (PP2) 33:38 K. Kindborn (PP) 34:04 M. Kitayama (EQ) 34:40 T. Chartsuwan (EQ) 42:43 K. Kindborn (EQ) 44:59 N. Luckanatinakorn (EQ) 45:45 M. Kitayama (SH) 57:13 P. Phasukkijwatana (EQ) 59:39 | (2:0, 4:0, 5:1) | 47:44 (PP) A. Al-Ajmi | Widzów: 318 Sędzia główny: Mohamad Faris Hakimin Yusoff Sędziowie liniowi: Tam Weng Leong Yeung Ting Kwan |
| Godzina: 13:00 | 4 min. kar |                 | 24 min. kar           | Widzów: 318 Sędzia główny: Mohamad Faris Hakimin Yusoff Sędziowie liniowi: Tam Weng Leong Yeung Ting Kwan |

| 10 listopada 2019 | Hongkong | 5:7 | Chińskie Tajpej | TUS Ice and Snow Park, Sanya |

| Szczegóły      | Szczegóły                                                                                             | Szczegóły       | Szczegóły | Szczegóły                                                                            |
| -------------- | --- | --------------- | --- | ------------------------------------------------------------------------------------ |
| Godzina: 17:00 | C. Chi Lok (SH) 01:31 J. Cheng (EQ) 27:15 L. Chi Lok (EQ) 28:32 J. Cheng (EQ) 44:33 R. Lee (PP) 46:43 | (1:2, 2:2, 2:3) | 03:21 (EQ) L. Hung-ju 07:15 (EQ) L. Hung-ju 23:26 (SH) S. Yen-chin 25:47 (EQ) H. Po-yun 50:04 (PP) Y. Chang-hsing 52:21 (PP) H. Po-yun 59:02 (SH) (EN) L. Hung-ju | Widzów: 333 Sędzia główny: Lee Joo-hyun Sędziowie liniowi: Omar Al-Yassi Attila Nagy |
| Godzina: 17:00 | 14 min. kar                                                                                           |                 | 12 min. kar | Widzów: 333 Sędzia główny: Lee Joo-hyun Sędziowie liniowi: Omar Al-Yassi Attila Nagy |

## Druga runda kwalifikacji
W drugiej rundzie kwalifikacji rozegrane zostały trzy turnieje eliminacyjne. Odbyły się w dniach od 12 do 15 grudnia 2019 roku. Gospodarzem Grupy K było rumuńskie miasto Braszów, Grupy L hiszpańska Barcelona, natomiast Grupy M chorwacki Sisak.

### Grupa K
| Lp. | Zespół    | M | Pkt | Z | Zd | Pd | P | G+ | G- | +/- |
| --- | --------- | - | --- | - | -- | -- | - | -- | -- | --- |
| 1   | Rumunia   | 3 | 9   | 3 | 0  | 0  | 0 | 43 | 3  | +40 |
| 2   | Islandia  | 3 | 6   | 2 | 0  | 0  | 1 | 15 | 14 | +1  |
| 3   | Izrael    | 3 | 2   | 0 | 1  | 0  | 2 | 5  | 24 | -19 |
| 4   | Kirgistan | 3 | 1   | 0 | 0  | 1  | 2 | 10 | 32 | -22 |

| 12 grudnia 2019 | Islandia | 9:4 | Kirgistan | Brașov Olympic Ice Rink, Braszów |

| Szczegóły      | Szczegóły | Szczegóły       | Szczegóły                                                                                           | Szczegóły                                                                            |
| -------------- | --- | --------------- | --------------------------------------------------------------------------------------------------- | ------------------------------------------------------------------------------------ |
| Godzina: 15:00 | Ó. Björnsson (EQ) 01:20 E. Birgisson (EQ) 10:55 J. Leifsson (EQ) 21:31 Ó. Björnsson (PP) 24:53 H. Sigrúnarson (EQ) 48:26 Ó. Björnsson (PP) 50:08 Ó. Björnsson (PP) 54:29 H. Kristveigarson (EQ) 56:18 H. Sigrúnarson (PP) 58:51 | (2:0, 2:2, 5:2) | 22:35 (EQ) K. Terentjew 26:30 (EQ) W. Tonkikh 50:57 (EQ) W. Niczipurenko 59:41 (EQ) W. Niczipurenko | Widzów: 100 Sędzia główny: Tomasz Radzik Sędziowie liniowi: Attila André Sem Ramírez |
| Godzina: 15:00 | 18 min. kar |                 | 61 min. kar                                                                                         | Widzów: 100 Sędzia główny: Tomasz Radzik Sędziowie liniowi: Attila André Sem Ramírez |

| 12 grudnia 2019 | Izrael | 0:15 | Rumunia | Brașov Olympic Ice Rink, Braszów |

| Szczegóły      | Szczegóły   | Szczegóły        | Szczegóły | Szczegóły                                                                                               |
| -------------- | ----------- | ---------------- | --- | --- |
| Godzina: 19:00 |             | (0:1, 0:4, 0:10) | 04:08 (PP) D. Trancă 21:34 (PP) A. Butochnov 22:41 (EQ) B. Gajdó 29:06 (EQ) V. Kirichenko 39:40 (PP) A. Salló 44:13 (PP) D. Trancă 47:36 (EQ) E. Cășăneanu 49:07 (EQ) R. Gliga 52:33 (EQ) O. Bíró 54:33 (EQ) T. Farkas 55:28 (EQ) C. Fodor 57:05 (EQ) P. Borysenko 57:56 (EQ) P. Borysenko 59:03 (EQ) A. Butochnov 59:53 (EQ) E. Cășăneanu | Widzów: 300 Sędzia główny: Ramon Sterkens Sędziowie liniowi: Alejandro García Banos Nicholas Verbruggen |
| Godzina: 19:00 | 24 min. kar |                  | 6 min. kar | Widzów: 300 Sędzia główny: Ramon Sterkens Sędziowie liniowi: Alejandro García Banos Nicholas Verbruggen |

| 13 grudnia 2019 | Islandia | 5:0 | Izrael | Brașov Olympic Ice Rink, Braszów |

| Szczegóły      | Szczegóły | Szczegóły       | Szczegóły   | Szczegóły                                                                                       |
| -------------- | --- | --------------- | ----------- | ----------------------------------------------------------------------------------------------- |
| Godzina: 15:00 | M. Racansky (EQ) 03:00 J. Leifsson (PP2) 20:58 A. Orongan (EQ) 27:58 A. Orongan (EQ) 47:34 Ó. Björnsson (EQ) 53:07 | (1:0, 2:0, 2:0) |             | Widzów: 50 Sędzia główny: Ramon Sterkens Sędziowie liniowi: Attila André Alejandro García Banos |
| Godzina: 15:00 | 6 min. kar |                 | 14 min. kar | Widzów: 50 Sędzia główny: Ramon Sterkens Sędziowie liniowi: Attila André Alejandro García Banos |

| 13 grudnia 2019 | Rumunia | 18:2 | Kirgistan | Brașov Olympic Ice Rink, Braszów |

| Szczegóły      | Szczegóły | Szczegóły       | Szczegóły                                      | Szczegóły                                                                                 |
| -------------- | --- | --------------- | ---------------------------------------------- | ----------------------------------------------------------------------------------------- |
| Godzina: 19:00 | E. Cășăneanu (SH) 10:04 P. Borysenko (SH) 16:47 V. Kirichenko (EQ) 18:58 B. Péter (EQ) 24:08 M. Constantin (EQ) 24:22 B. Gajdó (EQ) 25:22 D. Trancă (EQ) 27:02 Z. Molnár (EQ) 31:23 T. Győrfy (PP) 32:51 V. Kirichenko (EQ) 34:01 H. Gecse (EQ) 47:09 Z. Molnár (EQ) 49:27 V. Kirichenko (EQ) 51:24 R. Gliga (EQ) 53:12 M. Constantin (EQ) 53:41 D. Trancă (EQ) 55:53 C. Fodor (EQ) 58:31 B. Péter (EQ) 59:55 | (3:0, 7:1, 8:1) | 39:45 (EQ) W. Niczipurenko 42:58 (EQ) A. Titow | Widzów: 601 Sędzia główny: Jørn McCall Sędziowie liniowi: Sem Ramírez Nicholas Verbruggen |
| Godzina: 19:00 | 6 min. kar |                 | 10 min. kar                                    | Widzów: 601 Sędzia główny: Jørn McCall Sędziowie liniowi: Sem Ramírez Nicholas Verbruggen |

| 15 grudnia 2019 | Kirgistan | 4:5 pd. | Izrael | Brașov Olympic Ice Rink, Braszów |

| Szczegóły      | Szczegóły                                                                            | Szczegóły            | Szczegóły | Szczegóły                                                                                 |
| -------------- | ------------------------------------------------------------------------------------ | -------------------- | --- | ----------------------------------------------------------------------------------------- |
| Godzina: 15:00 | W. Nosow (EQ) 07:48 E. Mirbekow (EQ) 08:07 W. Nosow (PP) 19:32 A. Gorobec (EQ) 38:37 | (3:1, 1:1, 0:2, 0:1) | 00:26 (EQ) I. Ben Tov 36:52 (PP) A. Ibragimov 56:09 (EQ) M. Sherf 58:47 (EQ) I. Mostovoy 63:30 (EQ) I. Vaitz | Widzów: 50 Sędzia główny: Jørn McCall Sędziowie liniowi: Attila André Nicholas Verbruggen |
| Godzina: 15:00 | 8 min. kar                                                                           |                      | 10 min. kar                                                                                                  | Widzów: 50 Sędzia główny: Jørn McCall Sędziowie liniowi: Attila André Nicholas Verbruggen |

| 15 grudnia 2019 | Rumunia | 10:1 | Islandia | Brașov Olympic Ice Rink, Braszów |

| Szczegóły      | Szczegóły | Szczegóły       | Szczegóły               | Szczegóły                                                                                       |
| -------------- | --- | --------------- | ----------------------- | ----------------------------------------------------------------------------------------------- |
| Godzina: 19:00 | P. Borysenko (EQ) 11:11 A. Butochnov (PP) 16:01 B. Péter (EQ) 17:32 B. Péter (EQ) 19:37 Z. Molnár (EQ) 22:55 A. Góga (PP) 29:04 Z. Molnár (PP) 31:18 Y. Yemalianenko (PP) 37:33 C. Fodor (EQ) 45:53 V. Kirichenko (EQ) 51:16 | (4:0, 4:0, 2:1) | 57:15 (EQ) E. Birgisson | Widzów: 1200 Sędzia główny: Tomasz Radzik Sędziowie liniowi: Alejandro García Banos Sem Ramírez |
| Godzina: 19:00 | 6 min. kar |                 | 18 min. kar             | Widzów: 1200 Sędzia główny: Tomasz Radzik Sędziowie liniowi: Alejandro García Banos Sem Ramírez |

### Grupa L
| Lp. | Zespół          | M | Pkt | Z | Zd | Pd | P | G+ | G- | +/- |
| --- | --------------- | - | --- | - | -- | -- | - | -- | -- | --- |
| 1   | Holandia        | 3 | 9   | 3 | 0  | 0  | 0 | 36 | 5  | +31 |
| 2   | Hiszpania       | 3 | 6   | 2 | 0  | 0  | 1 | 29 | 6  | +23 |
| 3   | Chińskie Tajpej | 3 | 3   | 1 | 0  | 0  | 2 | 8  | 26 | -18 |
| 4   | Meksyk          | 3 | 0   | 0 | 0  | 0  | 3 | 3  | 39 | -36 |

| 13 grudnia 2019 | Meksyk | 1:17 | Holandia | Palau de Gel, Barcelona |

| Szczegóły      | Szczegóły            | Szczegóły       | Szczegóły | Szczegóły                                                                            |
| -------------- | -------------------- | --------------- | --- | ------------------------------------------------------------------------------------ |
| Godzina: 16:00 | S. Sierra (EQ) 11:18 | (1:6, 0:5, 0:6) | 00:46 (EQ) B. Bison 01:03 (EQ) S. Knoop 04:03 (EQ) N. Verschuren 05:41 (EQ) J. De Bonth 19:07 (EQ) J. Verkiel 19:19 (EQ) N. Verschuren 27:24 (PP) B. Bison 28:49 (PP) D. Stempher 36:48 (PP) J. Nordemann 38:24 (EQ) J. Turpijn 38:36 (EQ) R. Van der Schuit 47:00 (PP) D. Stempher 50:22 (EQ) B. Bison 55:58 (EQ) N. Verschuren 57:11 (EQ) J. Smit 58:40 (EQ) N. Verschuren 59:04 (EQ) T. Borgman | Widzów: 103 Sędzia główny: Tilen Pahor Sędziowie liniowi: Csaba Bándi Carlos Trobajo |
| Godzina: 16:00 | 18 min. kar          |                 | 18 min. kar | Widzów: 103 Sędzia główny: Tilen Pahor Sędziowie liniowi: Csaba Bándi Carlos Trobajo |

| 13 grudnia 2019 | Hiszpania | 11:0 | Chińskie Tajpej | Palau de Gel, Barcelona |

| Szczegóły      | Szczegóły | Szczegóły       | Szczegóły  | Szczegóły                                                                                       |
| -------------- | --- | --------------- | ---------- | ----------------------------------------------------------------------------------------------- |
| Godzina: 20:00 | L. Hernández (EQ) 02:41 A. Carbonell (EQ) 12:38 P. Fuentes (EQ) 13:51 B. Baldris (EQ) 26:46 A. Burgos (EQ) 27:47 A. Martínez (EQ) 29:41 Ós. Rubio (EQ) 29:48 O. Boronat (EQ) 50:05 D. Donath (EQ) 53:25 Or. Rubio (EQ) 55:33 I. Lasuen (EQ) 56:41 | (3:0, 4:0, 4:0) |            | Widzów: 348 Sędzia główny: Gergely Kincses Sędziowie liniowi: Knut Einar Bråten Gil Haim Tichon |
| Godzina: 20:00 | 2 min. kar |                 | 2 min. kar | Widzów: 348 Sędzia główny: Gergely Kincses Sędziowie liniowi: Knut Einar Bråten Gil Haim Tichon |

| 14 grudnia 2019 | Holandia | 14:1 | Chińskie Tajpej | Palau de Gel, Barcelona |

| Szczegóły      | Szczegóły | Szczegóły       | Szczegóły            | Szczegóły                                                                                  |
| -------------- | --- | --------------- | -------------------- | ------------------------------------------------------------------------------------------ |
| Godzina: 16:00 | N. Verschuren (PP) 01:54 B. Bison (EQ) 04:48 N. Verschuren (EQ) 05:33 k. Van Gorp (EQ) 05:40 D. Stempher (EQ) 21:27 J. Verkiel (EQ) 22:04 D. Stempher (EQ) 27:38 J. Oosterveld (EQ) 29:23 D. Stempher (SH) 32:46 N. Verschuren (SH) 33:02 J. Oosterveld (EQ) 37:09 D. Stempher (EQ) 40:54 D. Stempher (EQ) 54:08 R. Van der Schuit (EQ) 53:32 | (4:1, 7:0, 3:0) | 04:10 (EQ) H. Po-yun | Widzów: 433 Sędzia główny: Tilen Pahor Sędziowie liniowi: Knut Einar Bråten Carlos Trobajo |
| Godzina: 16:00 | 8 min. |                 | 2 min.               | Widzów: 433 Sędzia główny: Tilen Pahor Sędziowie liniowi: Knut Einar Bråten Carlos Trobajo |

| 14 grudnia 2019 | Hiszpania | 15:1 | Meksyk | Palau de Gel, Barcelona |

| Szczegóły      | Szczegóły | Szczegóły       | Szczegóły            | Szczegóły                                                                            |
| -------------- | --- | --------------- | -------------------- | ------------------------------------------------------------------------------------ |
| Godzina: 20:00 | L. Hernández (PP) 14:33 I. Lasuen (EQ) 17:19 O. Boronat (PP) 17:56 L. Hernández (EQ) 19:27 A. García (EQ) 24:42 A. Martínez (EQ) 32:30 D. Donath (EQ) 35:36 Or. Rubio (PP) 38:22 N. Granell (EQ) 41:20 D. Donath (EQ) 43:35 A. García (EQ) 55:34 P. Fuertes (EQ) 57:15 Ós. Rubio (EQ) 57:36 L. Hernández (EQ) 59:02 Ós. Rubio (EQ) 59:38 | (4:1, 4:0, 7:0) | 15:20 (EQ) S. Sierra | Widzów: 612 Sędzia główny: Stian Halm Sędziowie liniowi: Csaba Bándi Gil Haim Tichon |
| Godzina: 20:00 | 37 min. kar |                 | 22 min. kar          | Widzów: 612 Sędzia główny: Stian Halm Sędziowie liniowi: Csaba Bándi Gil Haim Tichon |

| 15 grudnia 2019 | Chińskie Tajpej | 7:1 | Meksyk | Palau de Gel, Barcelona |

| Szczegóły      | Szczegóły | Szczegóły       | Szczegóły            | Szczegóły                                                                               |
| -------------- | --- | --------------- | -------------------- | --------------------------------------------------------------------------------------- |
| Godzina: 16:00 | P. Yi-Yheng (EQ) 10:35 L. Hun-ju (PP) 14:00 L. Hun-ju (PP) 19:19 H. Po-yun (PP) 27:31 Y. Chang-hsin (EQ) 30:13 H. Po-yun (EQ) 31:01 L. Hun-ju (EQ) 53:45 | (3:0, 3:0, 1:1) | 47:08 (EQ) S. Sierra | Widzów: 210 Sędzia główny: Stian Halm Sędziowie liniowi: Gil Haim Tichon Carlos Trobajo |
| Godzina: 16:00 | 6 min. kar |                 | 16 min. kar          | Widzów: 210 Sędzia główny: Stian Halm Sędziowie liniowi: Gil Haim Tichon Carlos Trobajo |

| 8 stycznia 2020 | Holandia | 5:3 | Hiszpania | Palau de Gel, Barcelona |

| Szczegóły      | Szczegóły | Szczegóły       | Szczegóły                                                              | Szczegóły                                                                                   |
| -------------- | --- | --------------- | ---------------------------------------------------------------------- | ------------------------------------------------------------------------------------------- |
| Godzina: 12:00 | B. Bison (EQ) 03:12 R. De Hondt (EQ) 23:26 J. De Bonth (EQ) 29:04 R. Van der Schuit (EQ) 43:55 D. Stempher (EQ) (EN) 59:43 | (1:1, 2:2, 2:0) | 10:46 (PP) Or. Rubio 23:09 (EQ) Á. Fernández-Pola 34:13 (PP) Or. Rubio | Widzów: 274 Sędzia główny: Gergely Kincses Sędziowie liniowi: Csaba Bándi Knut Einar Bråten |
| Godzina: 12:00 | 6 min. kar |                 | 2 min. kar                                                             | Widzów: 274 Sędzia główny: Gergely Kincses Sędziowie liniowi: Csaba Bándi Knut Einar Bråten |

Początkowo mecz pomiędzy Holandią, a Hiszpanią, który jest decydujący o awansie do kolejnej fazy eliminacji miał odbyć się 15 grudnia 2019. Jednak z powodu problemów z topniejącą taflą lodu został odwołany. Ostatecznie spotkanie odbyło się 8 stycznia 2020 roku.

### Grupa M
| Lp. | Zespół    | M | Pkt | Z | Zd | Pd | P | G+ | G- | +/- |
| --- | --------- | - | --- | - | -- | -- | - | -- | -- | --- |
| 1   | Chorwacja | 3 | 9   | 3 | 0  | 0  | 0 | 24 | 4  | +20 |
| 2   | Serbia    | 3 | 6   | 2 | 0  | 0  | 1 | 16 | 5  | +11 |
| 3   | Turcja    | 3 | 3   | 1 | 0  | 0  | 2 | 9  | 19 | -10 |
| 4   | Bułgaria  | 3 | 0   | 0 | 0  | 0  | 3 | 2  | 23 | -21 |

| 13 grudnia 2019 | Serbia | 8:3 | Turcja | Zibel Arena, Sisak |

| Szczegóły      | Szczegóły   | Szczegóły       | Szczegóły   | Szczegóły                                                                              |
| -------------- | ----------- | --------------- | ----------- | -------------------------------------------------------------------------------------- |
| Godzina: 15:00 |             | (6:0, 1:3, 1:0) |             | Widzów: 106 Sędzia główny: Miha Bajt Sędziowie liniowi: Martin Bojadyjew Marko Saković |
| Godzina: 15:00 | 10 min. kar |                 | 10 min. kar | Widzów: 106 Sędzia główny: Miha Bajt Sędziowie liniowi: Martin Bojadyjew Marko Saković |

| 13 grudnia 2019 | Bułgaria | 1:12 | Chorwacja | Zibel Arena, Sisak |

| Szczegóły      | Szczegóły   | Szczegóły       | Szczegóły   | Szczegóły                                                                                     |
| -------------- | ----------- | --------------- | ----------- | --------------------------------------------------------------------------------------------- |
| Godzina: 19:00 |             | (0:3, 0:2, 1:7) |             | Widzów: 289 Sędzia główny: Krzysztof Kozłowski Sędziowie liniowi: Tibor Fazekas Daniel Sparer |
| Godzina: 19:00 | 34 min. kar |                 | 12 min. kar | Widzów: 289 Sędzia główny: Krzysztof Kozłowski Sędziowie liniowi: Tibor Fazekas Daniel Sparer |

| 14 grudnia 2019 | Serbia | 7:0 | Bułgaria | Zibel Arena, Sisak |

| Szczegóły      | Szczegóły   | Szczegóły       | Szczegóły   | Szczegóły                                                                                |
| -------------- | ----------- | --------------- | ----------- | ---------------------------------------------------------------------------------------- |
| Godzina: 15:00 |             | (1:0, 4:0, 2:0) |             | Widzów: 80 Sędzia główny: Vladimír Snášel Sędziowie liniowi: Marko Saković Daniel Sparer |
| Godzina: 15:00 | 18 min. kar |                 | 18 min. kar | Widzów: 80 Sędzia główny: Vladimír Snášel Sędziowie liniowi: Marko Saković Daniel Sparer |

| 14 grudnia 2019 | Chorwacja | 10:2 | Turcja | Zibel Arena, Sisak |

| Szczegóły      | Szczegóły   | Szczegóły       | Szczegóły   | Szczegóły                                                                                        |
| -------------- | ----------- | --------------- | ----------- | ------------------------------------------------------------------------------------------------ |
| Godzina: 19:00 |             | (2:1, 4:0, 4:1) |             | Widzów: 380 Sędzia główny: Krzysztof Kozłowski Sędziowie liniowi: Martin Bojadyjew Tibor Fazekas |
| Godzina: 19:00 | 18 min. kar |                 | 22 min. kar | Widzów: 380 Sędzia główny: Krzysztof Kozłowski Sędziowie liniowi: Martin Bojadyjew Tibor Fazekas |

| 15 grudnia 2019 | Turcja | 4:1 | Bułgaria | Zibel Arena, Sisak |

| Szczegóły      | Szczegóły   | Szczegóły       | Szczegóły    | Szczegóły                                                                          |
| -------------- | ----------- | --------------- | ------------ | ---------------------------------------------------------------------------------- |
| Godzina: 13:00 |             | (1:0, 3:1, 0:0) |              | Widzów: 50 Sędzia główny: Miha Bajt Sędziowie liniowi: Tibor Fazekas Marko Saković |
| Godzina: 13:00 | 12 min. kar |                 | 102 min. kar | Widzów: 50 Sędzia główny: Miha Bajt Sędziowie liniowi: Tibor Fazekas Marko Saković |

| 15 grudnia 2019 | Chorwacja | 2:1 | Serbia | Zibel Arena, Sisak |

| Szczegóły      | Szczegóły   | Szczegóły       | Szczegóły   | Szczegóły                                                                                    |
| -------------- | ----------- | --------------- | ----------- | -------------------------------------------------------------------------------------------- |
| Godzina: 17:00 |             | (1:0, 0:1, 1:0) |             | Widzów: 989 Sędzia główny: Vladimír Snášel Sędziowie liniowi: Martin Bojadyjew Daniel Sparer |
| Godzina: 17:00 | 26 min. kar |                 | 28 min. kar | Widzów: 989 Sędzia główny: Vladimír Snášel Sędziowie liniowi: Martin Bojadyjew Daniel Sparer |

## Trzecia runda kwalifikacji
Zostały rozegrane trzy turnieje przedkwalifikacyjne w dniach od 6 do 9 lutego 2020 roku. Tylko zwycięzcy poszczególnych turniejów awansowali do decydujących o awansie na igrzyska kwalifikacji. Gospodarzami były zespoły, które w Rankingu IIHF zajmowały 18, 19, 20. miejsce. Gospodarzem Grupy G było miasto Jesenice, Grupy H Nur-Sułtan, a Grupy I Nottingham.

### Grupa G
| Lp. | Zespół    | M | Pkt | Z | Zd | Pd | P | G+ | G- | +/- |
| --- | --------- | - | --- | - | -- | -- | - | -- | -- | --- |
| 1   | Słowenia  | 3 | 9   | 3 | 0  | 0  | 0 | 25 | 4  | +21 |
| 2   | Japonia   | 3 | 6   | 2 | 0  | 0  | 1 | 15 | 6  | +9  |
| 3   | Litwa     | 3 | 3   | 1 | 0  | 0  | 2 | 5  | 17 | -12 |
| 4   | Chorwacja | 3 | 0   | 0 | 0  | 0  | 3 | 1  | 19 | -18 |

| 6 lutego 2020 | Japonia | 9:0 | Chorwacja | Dvorana Podmežakla, Jesenice |

| Szczegóły      | Szczegóły | Szczegóły       | Szczegóły  | Szczegóły |
| -------------- | --- | --------------- | ---------- | --- |
| Godzina: 15:30 | T. Echigo (PP) 05:53 K. Yamada (EQ) 06:42 K. Takagi (EQ) 09:54 Y. Osawa (PP) 15:07 T. Ikura (EQ) 20:46 Y. Hirano (EQ) 29:42 H. Sato (PP) 44:40 R. Hashimito (EQ) 48:56 Y. Hirano (EQ) 56:36 | (4:0, 2:0, 3:0) |            | Widzów: 100 Sędzia główny: Andris Ansons Lasse Kopitz Sędziowie liniowi: Nicholas Constantineau Matjaž Hribar |
| Godzina: 15:30 | 6 min. kar |                 | 6 min. kar | Widzów: 100 Sędzia główny: Andris Ansons Lasse Kopitz Sędziowie liniowi: Nicholas Constantineau Matjaž Hribar |

| 6 lutego 2020 | Litwa | 2:12 | Słowenia | Dvorana Podmežakla, Jesenice |

| Szczegóły      | Szczegóły                                      | Szczegóły       | Szczegóły | Szczegóły                                                                                            |
| -------------- | ---------------------------------------------- | --------------- | --- | --- |
| Godzina: 19:00 | P. Verenis (PP) 39:53 E. Krakauskas (EQ) 59:59 | (0:4, 1:3, 1:5) | 02:32 (EQ) G. Koblar 04:01 (EQ) M. Zajc 10:53 (EQ) G. Koblar 12:46 (PP) J. Urbas 21:05 (PP) K. Ograjenšek 29:31 (EQ) Ž. Jeglič 36:14 (EQ) M. Verlič 43:31 (EQ) B. Gregorc 46:02 (EQ) R. Sabolič 47:52 (EQ) M. Verlič 52:19 (EQ) Ž. Jeglič 53:47 (EQ) G. Koblar | Widzów: 500 Sędzia główny: Joris Müller Trpimir Piragić Sędziowie liniowi: Håvar Dahl Michaił Stupak |
| Godzina: 19:00 | 10 min. kar                                    |                 | 8 min. kar | Widzów: 500 Sędzia główny: Joris Müller Trpimir Piragić Sędziowie liniowi: Håvar Dahl Michaił Stupak |

| 7 lutego 2020 | Japonia | 4:0 | Litwa | Dvorana Podmežakla, Jesenice |

| Szczegóły      | Szczegóły                                                                            | Szczegóły       | Szczegóły   | Szczegóły |
| -------------- | ------------------------------------------------------------------------------------ | --------------- | ----------- | --- |
| Godzina: 15:30 | H. Terao (EQ) 02:04 T. Echigo (PP2) 05:37 H. Sato (PP) 14:04 S. Takahashi (EQ) 17:16 | (4:0, 0:0, 0:0) |             | Widzów: 150 Sędzia główny: Geoffrey Barcelo Trpimir Piragić Sędziowie liniowi: Dominik Altmann Matjaž Hribar |
| Godzina: 15:30 | 26 min. kar                                                                          |                 | 10 min. kar | Widzów: 150 Sędzia główny: Geoffrey Barcelo Trpimir Piragić Sędziowie liniowi: Dominik Altmann Matjaž Hribar |

| 7 lutego 2020 | Słowenia | 7:0 | Chorwacja | Dvorana Podmežakla, Jesenice |

| Szczegóły      | Szczegóły | Szczegóły       | Szczegóły   | Szczegóły |
| -------------- | --- | --------------- | ----------- | --- |
| Godzina: 19:00 | R. Tičar (EQ) 16:15 J. Urbas (PP) 23:40 R. Tičar (PP) 32:06 A. Kuralt (PP) 37:54 M. Zajc (EQ) 38:28 M. Verlič (EQ) 51:22 l. Kalan (Q) 59:54 | (1:0, 4:0, 2:0) |             | Widzów: 900 Sędzia główny: Lasse Kopitz Joris Müller Sędziowie liniowi: Nicholas Constantineau Michaił Stupak |
| Godzina: 19:00 | 6 min. kar |                 | 12 min. kar | Widzów: 900 Sędzia główny: Lasse Kopitz Joris Müller Sędziowie liniowi: Nicholas Constantineau Michaił Stupak |

| 9 lutego 2020 | Chorwacja | 1:3 | Litwa | Dvorana Podmežakla, Jesenice |

| Szczegóły      | Szczegóły           | Szczegóły       | Szczegóły                                                              | Szczegóły                                                                                                 |
| -------------- | ------------------- | --------------- | ---------------------------------------------------------------------- | --- |
| Godzina: 15:30 | M. Tadić (EQ) 52:27 | (0:2, 0:0, 1:1) | 05:54 (PP) A. Bosas 14:48 (EQ) U. Čižas 59:57 (EQ) (EN) P. Rumševičius | Widzów: 150 Sędzia główny: Geoffrey Barcelo Joris Müller Sędziowie liniowi: Dominik Altmann Mihaił Stupak |
| Godzina: 15:30 | 12 min. kar         |                 | 6 min. kar                                                             | Widzów: 150 Sędzia główny: Geoffrey Barcelo Joris Müller Sędziowie liniowi: Dominik Altmann Mihaił Stupak |

| 9 lutego 2020 | Słowenia | 6:2 | Japonia | Dvorana Podmežakla, Jesenice |

| Szczegóły      | Szczegóły | Szczegóły       | Szczegóły                                          | Szczegóły                                                                                                   |
| -------------- | --- | --------------- | -------------------------------------------------- | --- |
| Godzina: 19:00 | J. Urbas (PP) 25:43 K. Ograjenšek (PP) 45:19 R. Sabolič (EQ) 46:47 R. Tičar (EQ) (EN) 57:23 R. Tičar (EQ) (EN) 58:57 M. Zajc (EQ) 59:26 | (0:1, 1:0, 5:1) | 08:02 (EQ) S. Nakajima 58:30 (PP) (EA) S. Nakajima | Widzów: 1700 Sędzia główny: Andris Ansons Lasse Kopitz Sędziowie liniowi: Nicholas Constantineau Håvar Dahl |
| Godzina: 19:00 | 20 min. kar |                 | 10 min. kar                                        | Widzów: 1700 Sędzia główny: Andris Ansons Lasse Kopitz Sędziowie liniowi: Nicholas Constantineau Håvar Dahl |

### Grupa H
| Lp. | Zespół     | M | Pkt | Z | Zd | Pd | P | G+ | G- | +/- |
| --- | ---------- | - | --- | - | -- | -- | - | -- | -- | --- |
| 1   | Polska     | 3 | 9   | 3 | 0  | 0  | 0 | 17 | 3  | +14 |
| 2   | Kazachstan | 3 | 6   | 2 | 0  | 0  | 1 | 17 | 5  | +12 |
| 3   | Ukraina    | 3 | 3   | 1 | 0  | 0  | 2 | 5  | 14 | -9  |
| 4   | Holandia   | 3 | 0   | 0 | 0  | 0  | 3 | 1  | 18 | -17 |

| 6 lutego 2020 | Polska | 8:0 | Holandia | Barys Arena, Nur-Sułtan |

| Szczegóły      | Szczegóły | Szczegóły       | Szczegóły   | Szczegóły                                                                                                  |
| -------------- | --- | --------------- | ----------- | --- |
| Godzina: 15:00 | A. Kostek (PP) 02:53 A. Chmielewski (PP) 07:58 M. Urbanowicz (PP) 13:08 D. Paś (PP) 24:11 P. Wajda (EQ) 26:23 O. Jaśkiewicz (EQ) 26:55 O. Jaśkiewicz (EQ) 37:55 F. Komorski (EQ) 49:11 | (3:0, 4:0, 1:0) |             | Widzów: 228 Sędzia główny: Pavel Halas Jr Mirosław Jarec Sędziowie liniowi: Martin Bojadjiew Andrew Dalton |
| Godzina: 15:00 | 6 min. kar |                 | 14 min. kar | Widzów: 228 Sędzia główny: Pavel Halas Jr Mirosław Jarec Sędziowie liniowi: Martin Bojadjiew Andrew Dalton |

| 6 lutego 2020 | Ukraina | 1:8 | Kazachstan | Barys Arena, Nur-Sułtan |

| Szczegóły      | Szczegóły             | Szczegóły       | Szczegóły | Szczegóły                                                                                           |
| -------------- | --------------------- | --------------- | --- | --------------------------------------------------------------------------------------------------- |
| Godzina: 19:30 | S. Babyneć (EQ) 14:56 | (1:5, 0:2, 0:1) | 03:43 (EQ) D. Szewczenko 07:35 (EQ) J. Pietuchow 08:27 (EQ) L. Mietalnikow 12:58 (EQ) R. Starczenko 17:39 (EQ) T. Żajłauow 32:56 (EQ) D. Dietz 34:40 (EQ) A. Szestakow 51:06 (EQ) W. Oriechow | Widzów: 3584 Sędzia główny: Miklós Haszonits Adam Kika Sędziowie liniowi: Paweł Kosidło Dániel Soós |
| Godzina: 19:30 | 4 min. kar            |                 | 2 min. kar | Widzów: 3584 Sędzia główny: Miklós Haszonits Adam Kika Sędziowie liniowi: Paweł Kosidło Dániel Soós |

| 7 lutego 2020 | Polska | 6:1 | Ukraina | Barys Arena, Nur-Sułtan |

| Szczegóły      | Szczegóły | Szczegóły       | Szczegóły           | Szczegóły                                                                                               |
| -------------- | --- | --------------- | ------------------- | --- |
| Godzina: 15:00 | F. Starzyński (EQ) 19:34 M. Przygodzki (EQ) 27:19 S. Marzec (SH) 35:55 M. Kolusz (PP) 40:44 D. Kapica (EQ) 52:16 F. Komorski (EQ) 55:11 | (1:1, 2:0, 3:0) | 15:45 (EQ) P. Taran | Widzów: 242 Sędzia główny: Adam Kika Gordon Schukies Sędziowie liniowi: Andrew Dalton Andreas Malmqvist |
| Godzina: 15:00 | min. kar |                 | min. kar            | Widzów: 242 Sędzia główny: Adam Kika Gordon Schukies Sędziowie liniowi: Andrew Dalton Andreas Malmqvist |

| 7 lutego 2020 | Kazachstan | 7:1 | Holandia | Barys Arena, Nur-Sułtan |

| Szczegóły      | Szczegóły | Szczegóły       | Szczegóły                    | Szczegóły |
| -------------- | --- | --------------- | ---------------------------- | --- |
| Godzina: 19:30 | J. Blacker (EQ) 01:01 D. Dietz (EQ) 08:26 J. Rymariew (EQ) 10:33 W. Oriechow (EQ) 22:59 A. Sagadajew (EQ) 41:57 T. Żajłauow (EQ) 52:16 T. Żajłauow (PP) 57:56 | (3:0, 1:1, 3:0) | 27:22 (EQ) R. Van Der Schuit | Widzów: 2975 Sędzia główny: Pavel Halas Jr Miklós Haszonits Sędziowie liniowi: Martin Bojadjiew Paweł Kosidło |
| Godzina: 19:30 | 4 min. kar |                 | 6 min. kar                   | Widzów: 2975 Sędzia główny: Pavel Halas Jr Miklós Haszonits Sędziowie liniowi: Martin Bojadjiew Paweł Kosidło |

| 9 lutego 2020 | Holandia | 0:3 | Ukraina | Barys Arena, Nur-Sułtan |

| Szczegóły      | Szczegóły   | Szczegóły       | Szczegóły                                                           | Szczegóły                                                                                             |
| -------------- | ----------- | --------------- | ------------------------------------------------------------------- | --- |
| Godzina: 13:00 |             | (0:1, 0:2, 0:0) | 15:10 (EQ) D. Nimenko 22:12 (EQ) N. Bucenko 30:29 (EQ) I. Sawczenko | Widzów: 372 Sędzia główny: Pavel Halas Jr Mirosław Jarec Sędziowie liniowi: Paweł Kosidło Daniel Soós |
| Godzina: 13:00 | 10 min. kar |                 | 6 min. kar                                                          | Widzów: 372 Sędzia główny: Pavel Halas Jr Mirosław Jarec Sędziowie liniowi: Paweł Kosidło Daniel Soós |

| 9 lutego 2020 | Kazachstan | 2:3 | Polska | Barys Arena, Nur-Sułtan |

| Szczegóły      | Szczegóły                             | Szczegóły       | Szczegóły                                                             | Szczegóły                                                                                               |
| -------------- | ------------------------------------- | --------------- | --------------------------------------------------------------------- | --- |
| Godzina: 17:00 | D. Boyd (EQ) 30:47 D. Boyd (EQ) 35:29 | (0:1, 2:1, 0:1) | 07:28 (EQ) B. Ciura 30:30 (EQ) M. Przygodzki 40:29 (EQ) M. Urbanowicz | Widzów: 5622 Sędzia główny: Adam Kika Gordon Schukies Sędziowie liniowi: Adrew Dalton Andreas Malmqvist |
| Godzina: 17:00 | 2 min. kar                            |                 | 6 min. kar                                                            | Widzów: 5622 Sędzia główny: Adam Kika Gordon Schukies Sędziowie liniowi: Adrew Dalton Andreas Malmqvist |

### Grupa J
| Lp. | Zespół          | M | Pkt | Z | Zd | Pd | P | G+ | G- | +/- |
| --- | --------------- | - | --- | - | -- | -- | - | -- | -- | --- |
| 1   | Węgry           | 3 | 8   | 2 | 1  | 0  | 0 | 15 | 5  | +10 |
| 2   | Wielka Brytania | 3 | 6   | 2 | 0  | 0  | 1 | 8  | 7  | +1  |
| 3   | Rumunia         | 3 | 4   | 1 | 0  | 1  | 1 | 12 | 10 | +2  |
| 4   | Estonia         | 3 | 0   | 0 | 0  | 0  | 3 | 5  | 18 | -13 |

| 6 lutego 2020 | Węgry | 4:1 | Estonia | Motorpoint Arena Nottingham, Nottingham |

| Szczegóły      | Szczegóły                                                                     | Szczegóły       | Szczegóły              | Szczegóły |
| -------------- | ----------------------------------------------------------------------------- | --------------- | ---------------------- | --- |
| Godzina: 15:30 | J. Hári (EQ) 09:21 J. Hári (PP) 26:20 J. Hári (EQ) 31:11 K. Csányi (EQ) 56:10 | (1:0, 2:1, 1:0) | 29:29 (EQ) K. Lodeikin | Widzów: 861 Sędzia główny: Alex DiPietro Ladislav Smetana Sędziowie liniowi: Daniel Beresford Władimir Susłow |
| Godzina: 15:30 | 2 min. kar                                                                    |                 | 8 min. kar             | Widzów: 861 Sędzia główny: Alex DiPietro Ladislav Smetana Sędziowie liniowi: Daniel Beresford Władimir Susłow |

| 6 lutego 2020 | Wielka Brytania | 4:3 | Rumunia | Motorpoint Arena Nottingham, Nottingham |

| Szczegóły      | Szczegóły                                                                              | Szczegóły       | Szczegóły                                                         | Szczegóły |
| -------------- | -------------------------------------------------------------------------------------- | --------------- | ----------------------------------------------------------------- | --- |
| Godzina: 19:30 | D. Ehrhardt (EQ) 15:11 R. Farmer (EQ) 17:16 M. Myers (EQ) 32:20 B. Connolly (EQ) 32:50 | (2:1, 2:1, 0:1) | 14:21 (EQ) V. Kirichenko 29:46 (EQ) D. Tranca 56:41 (EQ) A. Salló | Widzów: 2788 Sędzia główny: Jonathan Alarie Władimir Jefremow Sędziowie liniowi: Joona Elonen Frederic Monnaie |
| Godzina: 19:30 | 10 min. kar                                                                            |                 | 4 min. kar                                                        | Widzów: 2788 Sędzia główny: Jonathan Alarie Władimir Jefremow Sędziowie liniowi: Joona Elonen Frederic Monnaie |

| 8 lutego 2020 | Węgry | 3:2 pd. | Rumunia | Motorpoint Arena Nottingham, Nottingham |

| Szczegóły      | Szczegóły                                                     | Szczegóły            | Szczegóły                                    | Szczegóły |
| -------------- | ------------------------------------------------------------- | -------------------- | -------------------------------------------- | --- |
| Godzina: 14:00 | A. Sarauer (EQ) 01:56 K. Papp (EQ) 44:24 C. Erdély (EQ) 60:15 | (1:1, 0:0, 1:1, 1:0) | 00:35 (PP) D. Tranca 55:09 (EQ) A. Butochnov | Widzów: 1998 Sędzia główny: Daniel DiPietro Anton Hladczenko Sędziowie liniowi: Daniel Beresford Frederic Monnaie |
| Godzina: 14:00 | 10 min. kar                                                   |                      | 4 min. kar                                   | Widzów: 1998 Sędzia główny: Daniel DiPietro Anton Hladczenko Sędziowie liniowi: Daniel Beresford Frederic Monnaie |

| 8 lutego 2020 | Estonia | 1:7 | Wielka Brytania | Motorpoint Arena Nottingham, Nottingham |

| Szczegóły      | Szczegóły               | Szczegóły       | Szczegóły | Szczegóły                                                                                                  |
| -------------- | ----------------------- | --------------- | --- | --- |
| Godzina: 18:00 | A. Sibirtsev (EQ) 38:56 | (0:0, 1:4, 0:3) | 22:04 (EQ) B. Perlini 28:26 (EQ) O. Beteridge 29:18 (EQ) S. Conway 32:43 (EQ) B. Perlini 48:40 (EQ) B. Lake 49:04 (EQ) J. "Jono" Phillips 54:47 (EQ) S. Conway | Widzów: 4465 Sędzia główny: Jonathan Alarie Ladislav Smetana Sędziowie liniowi: Josef Špůr Władimir Susłow |
| Godzina: 18:00 | 4 min. kar              |                 | 2 min. kar | Widzów: 4465 Sędzia główny: Jonathan Alarie Ladislav Smetana Sędziowie liniowi: Josef Špůr Władimir Susłow |

| 9 lutego 2020 | Rumunia | 7:3 | Estonia | Motorpoint Arena Nottingham, Nottingham |

| Szczegóły      | Szczegóły | Szczegóły       | Szczegóły                                                              | Szczegóły |
| -------------- | --- | --------------- | ---------------------------------------------------------------------- | --- |
| Godzina: 14:00 | A. Butochnov (EQ) 02:05 P. Borysenko (PP) 15:44 S. Rokaly (EQ) 30:49 D. Tranca (EQ) 34:12 D. Tranca (EQ) 41:06 A. Butochnov (EQ) 49:47 D. Tranca (EQ) 53:43 | (2:2, 2:0, 3:1) | 02:49 (EQ) E. Slessarevski 10:52 (EQ) D. Saskin 44:18 (EQ) R. Andrejev | Widzów: 1561 Sędzia główny: Anton Hladczenko Władimir Jefremow Sędziowie liniowi: Daniel Beresford Frederic Monnaie |
| Godzina: 14:00 | 6 min. kar |                 | 6 min. kar                                                             | Widzów: 1561 Sędzia główny: Anton Hladczenko Władimir Jefremow Sędziowie liniowi: Daniel Beresford Frederic Monnaie |

| 9 lutego 2020 | Wielka Brytania | 1:4 | Węgry | Motorpoint Arena Nottingham, Nottingham |

| Szczegóły      | Szczegóły           | Szczegóły       | Szczegóły                                                                           | Szczegóły                                                                                               |
| -------------- | ------------------- | --------------- | ----------------------------------------------------------------------------------- | --- |
| Godzina: 18:00 | M. Myers (PP) 40:57 | (0:0, 0:2, 1:2) | 20:32 (PP) B. Stipsicz 31:17 (EQ) C. Erdély 45:11 (EQ) J. Hári 52:00 (EQ) I. Sofron | Widzów: 4544 Sędzia główny: Jonathan Alarie Ladislav Smetana Sędziowie liniowi: Joona Elonen Josef Špůr |
| Godzina: 18:00 | 8 min. kar          |                 | 24 min. kar                                                                         | Widzów: 4544 Sędzia główny: Jonathan Alarie Ladislav Smetana Sędziowie liniowi: Joona Elonen Josef Špůr |

## Finałowa runda kwalifikacji
Miała zostać rozegrana dniach 27–30 sierpnia 2020 roku w formie trzech turniejów kwalifikacyjnych. Ze względu na szerzącą się pandemię COVID-19 podjęto decyzję o przeniesieniu ich na dni 26-29 sierpnia 2021 roku  Ich gospodarzami będą zespoły sklasyfikowane po Mistrzostwach Świata 2019 na 9, 10. i 11. miejscu. W każdej z grup wystąpi po jednym ze zwycięzców turniejów przedkwalifikacyjnych. Do turnieju olimpijskiego awansują tylko zwycięzcy turniejów.

### Grupa D
Gospodarzem turnieju została Słowacka Bratysława.
| Lp. | Zespół   | M | Pkt | Z | Zd | Pd | P | G+ | G- | +/- |
| --- | -------- | - | --- | - | -- | -- | - | -- | -- | --- |
| 1   | Słowacja | 3 | 9   | 3 | 0  | 0  | 0 | 9  | 3  | +6  |
| 2   | Białoruś | 3 | 3   | 1 | 0  | 0  | 2 | 6  | 5  | +1  |
| 3   | Austria  | 3 | 3   | 1 | 0  | 0  | 2 | 7  | 8  | -1  |
| 4   | Polska   | 3 | 3   | 1 | 0  | 0  | 2 | 3  | 9  | -6  |

| 26 sierpnia 2021 | Białoruś | 0:1 | Polska | Zimný štadión Ondreja Nepelu, Bratysława |

| Szczegóły      | Szczegóły  | Szczegóły       | Szczegóły              | Szczegóły                                                                                               |
| -------------- | ---------- | --------------- | ---------------------- | --- |
| Godzina: 15:15 |            | (0:0, 0:0, 0:1) | 54:59 (EQ) F. Komorski | Widzów: 150 Sędzia główny: Riku Brander Michael Tscherrig Sędziowie liniowi: Jonas Merten Jiří Ondráček |
| Godzina: 15:15 | 4 min. kar |                 | 4 min. kar             | Widzów: 150 Sędzia główny: Riku Brander Michael Tscherrig Sędziowie liniowi: Jonas Merten Jiří Ondráček |

| 26 sierpnia 2021 | Austria | 1:2 | Słowacja | Zimný štadión Ondreja Nepelu, Bratysława |

| Szczegóły      | Szczegóły            | Szczegóły       | Szczegóły                                  | Szczegóły |
| -------------- | -------------------- | --------------- | ------------------------------------------ | --- |
| Godzina: 19:15 | B. Lebler (EQ) 52:45 | (0:1, 0:1, 1:0) | 01:46 (EQ) L. Hudáček 28:28 (EQ) M. Gernát | Widzów: 4241 Sędzia główny: Roy Stian Hansen Linus Ohlund Sędziowie liniowi: Daniel Hynek Andreas Weise Kroyer |
| Godzina: 19:15 | 14 min. kar          |                 | 8 min. kar                                 | Widzów: 4241 Sędzia główny: Roy Stian Hansen Linus Ohlund Sędziowie liniowi: Daniel Hynek Andreas Weise Kroyer |

| 27 sierpnia 2021 | Białoruś | 5:2 | Austria | Zimný štadión Ondreja Nepelu, Bratysława |

| Szczegóły      | Szczegóły | Szczegóły       | Szczegóły                                     | Szczegóły                                                                                              |
| -------------- | --- | --------------- | --------------------------------------------- | --- |
| Godzina: 15:15 | A. Staś (PP1) 20:43 J. Szaranhowicz (EQ) 25:55 J. Szaranhowicz (EQ) 32:25 S. Prince (PP1) 36:51 G. Platt (EQ) 39:38 | (0:2, 5:0, 0:0) | 08:35 (PP1) R. Herburger 18:40 (EQ) B. Lebler | Widzów: 148 Sędzia główny: Andris Ansons Roy Stian Hansen Sędziowie liniowi: Daniel Hynek Jonas Merten |
| Godzina: 15:15 | 6 min. kar |                 | 12 min. kar                                   | Widzów: 148 Sędzia główny: Andris Ansons Roy Stian Hansen Sędziowie liniowi: Daniel Hynek Jonas Merten |

| 27 sierpnia 2021 | Słowacja | 5:1 | Polska | Zimný štadión Ondreja Nepelu, Bratysława |

| Szczegóły      | Szczegóły | Szczegóły       | Szczegóły                 | Szczegóły |
| -------------- | --- | --------------- | ------------------------- | --- |
| Godzina: 19:15 | A. Ružička (EQ) 08:06 L. Hudáček (EQ) 24:38 M. Roman (EQ) 26:11 P. Cehlárik (PP1) 32:39 A. Ružička (EQ) 48:02 | (1:0, 3:1, 1:0) | 30:17 (PP1) K. Dziubiński | Widzów: 3685 Sędzia główny: Linus Ohlund Michael Tscherrig Sędziowie liniowi: Andreas Weise Kroyer Davis Zunde |
| Godzina: 19:15 | 6 min. kar |                 | 12 min. kar               | Widzów: 3685 Sędzia główny: Linus Ohlund Michael Tscherrig Sędziowie liniowi: Andreas Weise Kroyer Davis Zunde |

| 29 sierpnia 2021 | Polska | 1:4 | Austria | Zimný štadión Ondreja Nepelu, Bratysława |

| Szczegóły      | Szczegóły                | Szczegóły       | Szczegóły                                                                           | Szczegóły                                                                                          |
| -------------- | ------------------------ | --------------- | ----------------------------------------------------------------------------------- | -------------------------------------------------------------------------------------------------- |
| Godzina: 13:30 | M. Urbanowicz (EQ) 11:53 | (1:2, 0:1, 0:1) | 04:10 (EQ) M. Ganahl 19:02 (EQ) B. Lebler 34:38 (EQ) B. Lebler 53:03 (EQ) B. Lebler | Widzów: 182 Sędzia główny: Andris Ansons Riku Brander Sędziowie liniowi: Daniel Hynek Jonas Merten |
| Godzina: 13:30 | 8 min. kar               |                 | 10 min. kar                                                                         | Widzów: 182 Sędzia główny: Andris Ansons Riku Brander Sędziowie liniowi: Daniel Hynek Jonas Merten |

| 29 sierpnia 2021 | Słowacja | 2:1 | Białoruś | Zimný štadión Ondreja Nepelu, Bratysława |

| Szczegóły      | Szczegóły                                     | Szczegóły       | Szczegóły                  | Szczegóły                                                                                               |
| -------------- | --------------------------------------------- | --------------- | -------------------------- | --- |
| Godzina: 17:30 | P. Cehlárik (PP1) 04:38 L. Hudáček (EQ) 57:43 | (1:0, 0:1, 1:0) | 21:07 (EQ) J. Szaranhowicz | Widzów: 7105 Sędzia główny: Linus Ohlund Michael Tscherrig Sędziowie liniowi: Jiří Ondráček Davis Zunde |
| Godzina: 17:30 | 36 min. kar                                   |                 | 39 min. kar                | Widzów: 7105 Sędzia główny: Linus Ohlund Michael Tscherrig Sędziowie liniowi: Jiří Ondráček Davis Zunde |

### Grupa E
Turniej został rozegrany w Rydze (Łotwa).
| Lp. | Zespół  | M | Pkt | Z | Zd | Pd | P | G+ | G- | +/- |
| --- | ------- | - | --- | - | -- | -- | - | -- | -- | --- |
| 1   | Łotwa   | 3 | 9   | 3 | 0  | 0  | 0 | 17 | 1  | +16 |
| 2   | Francja | 3 | 6   | 2 | 0  | 0  | 1 | 8  | 5  | +3  |
| 3   | Węgry   | 3 | 3   | 1 | 0  | 0  | 2 | 5  | 15 | -10 |
| 4   | Włochy  | 3 | 0   | 0 | 0  | 0  | 3 | 1  | 10 | -9  |

| 26 sierpnia 2021 | Francja | 5:3 | Węgry | Arēna Rīga, Ryga |

| Szczegóły      | Szczegóły | Szczegóły       | Szczegóły                                                     | Szczegóły |
| -------------- | --- | --------------- | ------------------------------------------------------------- | --- |
| Godzina: 14:30 | A. Texier (PP1) 23:09 A. Manavian (EQ) 28:00 A. Texier (PP1) 34:45 S. Treille (PP1) 45:28 D. Fleury (EQ) 56:53 | (0:2, 3:0, 2:1) | 12:43 (EQ) J. Hári 14:51 (PP1) K. Papp 45:38 (EQ) I. Bartalis | Widzów: 200 Sędzia główny: Andre Schrader Christoph Sternat Sędziowie liniowi: Simon Riecken Alexander Waldejer |
| Godzina: 14:30 | 8 min. kar |                 | 8 min. kar                                                    | Widzów: 200 Sędzia główny: Andre Schrader Christoph Sternat Sędziowie liniowi: Simon Riecken Alexander Waldejer |

| 26 sierpnia 2021 | Włochy | 0:6 | Łotwa | Arēna Rīga, Ryga |

| Szczegóły      | Szczegóły   | Szczegóły       | Szczegóły | Szczegóły |
| -------------- | ----------- | --------------- | --- | --- |
| Godzina: 18:30 |             | (0:2, 0:2, 0:2) | 03:23 (EQ) J. Jaks 05:28 (EQ) R. Ābols 26:15 (EQ) K. Rubīns 29:48 (PP2) M. Indrašis 48:56 (EQ) M. Indrašis 52:54 (PP1) K. Daugaviņš | Widzów: 4100 Sędzia główny: Mads Frandsen Maksim Sidorenko Sędziowie liniowi: Dmitrij Goliak Lauri Nikulainen |
| Godzina: 18:30 | 14 min. kar |                 | 6 min. kar | Widzów: 4100 Sędzia główny: Mads Frandsen Maksim Sidorenko Sędziowie liniowi: Dmitrij Goliak Lauri Nikulainen |

| 27 sierpnia 2021 | Francja | 2:0 | Włochy | Arēna Rīga, Ryga |

| Szczegóły      | Szczegóły                                    | Szczegóły       | Szczegóły  | Szczegóły |
| -------------- | -------------------------------------------- | --------------- | ---------- | --- |
| Godzina: 15:00 | 23:23 (EQ) S. Treille 33:41 (PP1) S. Treille | (0:0, 2:0, 0:0) |            | Widzów: 197 Sędzia główny: Mads Frandsen Mikko Kaukokari Sędziowie liniowi: Dmitrij Goliak Alexander Waldejer |
| Godzina: 15:00 | 6 min. kar                                   |                 | 8 min. kar | Widzów: 197 Sędzia główny: Mads Frandsen Mikko Kaukokari Sędziowie liniowi: Dmitrij Goliak Alexander Waldejer |

| 27 sierpnia 2021 | Łotwa | 9:0 | Węgry | Arēna Rīga, Ryga |

| Szczegóły      | Szczegóły | Szczegóły       | Szczegóły   | Szczegóły |
| -------------- | --- | --------------- | ----------- | --- |
| Godzina: 19:00 | R. Ābols (PP1) 07:18 R. Balcers (EQ) 40:32 R. Ķēniņš (EQ) 42:51 T. Bļugers (PP1) 51:54 R. Ābols (PP1) 54:35 R. Balcers (EQ) 54:58 T. Bļugers (EQ) 56:31 R. Balcers (PP1) 58:23 R. Ķēniņš (EQ) 58:36 | (1:0, 0:0, 8:0) |             | Widzów: 3250 Sędzia główny: Maksim Sidorenko Christoph Sternat Sędziowie liniowi: Simon Riecken Dimitrij Sziszło |
| Godzina: 19:00 | 0 min. kar |                 | 14 min. kar | Widzów: 3250 Sędzia główny: Maksim Sidorenko Christoph Sternat Sędziowie liniowi: Simon Riecken Dimitrij Sziszło |

| 29 sierpnia 2021 | Węgry | 2:1 | Włochy | Arēna Rīga, Ryga |

| Szczegóły      | Szczegóły                                | Szczegóły       | Szczegóły            | Szczegóły |
| -------------- | ---------------------------------------- | --------------- | -------------------- | --- |
| Godzina: 12:00 | G. Nagy (PP1) 38:13 A. Mihaly (EQ) 47:23 | (0:0, 1:0, 1:1) | 53:07 (EQ) G. Morini | Widzów: 460 Sędzia główny: Andre Schrader Christoph Sternat Sędziowie liniowi: Simon Riecken Alexander Waldejer |
| Godzina: 12:00 | 14 min. kar                              |                 | 10 min. kar          | Widzów: 460 Sędzia główny: Andre Schrader Christoph Sternat Sędziowie liniowi: Simon Riecken Alexander Waldejer |

| 29 sierpnia 2021 | Łotwa | 2:1 | Francja | Arēna Rīga, Ryga |

| Szczegóły      | Szczegóły                                     | Szczegóły       | Szczegóły              | Szczegóły |
| -------------- | --------------------------------------------- | --------------- | ---------------------- | --- |
| Godzina: 16:00 | R. Bukarts (EQ) 10:56 M. Indrašis (PP1) 45:50 | (1:0, 0:0, 1:1) | 51:15 (EQ) S. Da Costa | Widzów: 7954 Sędzia główny: Mikko Kaukokari Maksim Sidorenko Sędziowie liniowi: Lauri Nikulainen Dimitrij Sziszło |
| Godzina: 16:00 | 8 min. kar                                    |                 | 8 min. kar             | Widzów: 7954 Sędzia główny: Mikko Kaukokari Maksim Sidorenko Sędziowie liniowi: Lauri Nikulainen Dimitrij Sziszło |

### Grupa F
Gospodarzem turnieju będzie stolica Norwegii Oslo.
| Lp. | Zespół           | M | Pkt | Z | Zd | Pd | P | G+ | G- | +/- |
| --- | ---------------- | - | --- | - | -- | -- | - | -- | -- | --- |
| 1   | Dania            | 3 | 9   | 3 | 0  | 0  | 0 | 17 | 4  | +13 |
| 2   | Norwegia         | 3 | 6   | 2 | 0  | 0  | 1 | 11 | 7  | +4  |
| 3   | Słowenia         | 3 | 3   | 1 | 0  | 0  | 2 | 11 | 12 | -1  |
| 4   | Korea Południowa | 3 | 0   | 0 | 0  | 0  | 3 | 3  | 19 | -16 |

| 26 sierpnia 2021 | Dania | 4:3 | Słowenia | Nye Jordal Amfi, Oslo |

| Szczegóły      | Szczegóły                                                                            | Szczegóły       | Szczegóły                                                      | Szczegóły                                                                                                  |
| -------------- | ------------------------------------------------------------------------------------ | --------------- | -------------------------------------------------------------- | --- |
| Godzina: 15:00 | N. Ehlers (PP1) 02:17 F. Storm (PP1) 12:59 P. Russel (EQ) 14:52 N. Ehlers (EQ) 21:51 | (3:0, 1:1, 0:2) | 20:49 (PP1) J. Drozg 49:20 (PP1) J. Urbas 57:28 (EQ) M. Verlič | Widzów: 174 Sędzia główny: Lassi Heikkinen Siergiej Judakow Sędziowie liniowi: Knut Braten David Obwegeser |
| Godzina: 15:00 | 10 min. kar                                                                          |                 | 10 min. kar                                                    | Widzów: 174 Sędzia główny: Lassi Heikkinen Siergiej Judakow Sędziowie liniowi: Knut Braten David Obwegeser |

| 26 sierpnia 2021 | Korea Południowa | 1:4 | Norwegia | Nye Jordal Amfi, Oslo |

| Szczegóły      | Szczegóły             | Szczegóły       | Szczegóły                                                                                  | Szczegóły |
| -------------- | --------------------- | --------------- | ------------------------------------------------------------------------------------------ | --- |
| Godzina: 19:00 | K. Ki-sung (EQ) 05:47 | (1:2, 0:1, 0:1) | 06:07 (EQ) E. Lesund 08:32 (EQ) K. A. Olimb 24:22 (EQ) S. Espeland 49:35 (EQ) T. Lindström | Widzów: 1483 Sędzia główny: Christoffer Holm Peter Stano Sędziowie liniowi: Nicolas Constantineau Ludvig Lundgren |
| Godzina: 19:00 | 6 min. kar            |                 | 4 min. kar                                                                                 | Widzów: 1483 Sędzia główny: Christoffer Holm Peter Stano Sędziowie liniowi: Nicolas Constantineau Ludvig Lundgren |

| 27 sierpnia 2021 | Dania | 11:1 | Korea Południowa | Nye Jordal Amfi, Oslo |

| Szczegóły      | Szczegóły | Szczegóły       | Szczegóły              | Szczegóły                                                                                                   |
| -------------- | --- | --------------- | ---------------------- | --- |
| Godzina: 17:00 | J. Blichfeld (EQ) 19:07 N. Ehlers (PP1) 20:43 O. Bjorkstrand (PP1) 25:02 M. Poulsen (EQ) 27:00 O. Bjorkstrand (EQ) 27:29 O. Bjorkstrand (PP1) 30:26 J. B. Jensen (EQ) 31:56 J. Blichfeld (PP1) 34:40 N. Ehlers (EQ) 40:17 P. Russel (EQ) 41:54 M. Poulsen (EQ) 53:36 | (1:1, 7:0, 3:0) | 13:29 (PP1) K. Ki-sung | Widzów: 207 Sędzia główny: Geoffrey Barcelo Siergiej Judakow Sędziowie liniowi: Ludvig Lundgren Simon Synek |
| Godzina: 17:00 | 6 min. kar |                 | 10 min. kar            | Widzów: 207 Sędzia główny: Geoffrey Barcelo Siergiej Judakow Sędziowie liniowi: Ludvig Lundgren Simon Synek |

| 27 sierpnia 2021 | Norwegia | 7:4 | Słowenia | Nye Jordal Amfi, Oslo |

| Szczegóły      | Szczegóły | Szczegóły       | Szczegóły                                                                               | Szczegóły |
| -------------- | --- | --------------- | --------------------------------------------------------------------------------------- | --- |
| Godzina: 21:00 | M. Røymark (EQ) 06:04 C. Kaasastul (EQ) 06:57 K. A. Olimb (SH1) 09:04 M. Zuccarello Aasen (PS) 24:37 M. Olimb (EQ) 38:04 M. Rosseli Olsen (EQ) 39:33 C. Kaasastul (EQ) 55:48 | (3:2, 3:0, 1:2) | 12:34 (PP1) B. Gregorc 13:54 (EQ) R. Sabolič 43:04 (PP1) R. Sabolič 43:49 (EQ) K. Cepon | Widzów: 2490 Sędzia główny: Lassi Heikkinen Peter Stano Sędziowie liniowi: Nicolas Constantineau David Obwegeser |
| Godzina: 21:00 | 14 min. kar |                 | 10 min. kar                                                                             | Widzów: 2490 Sędzia główny: Lassi Heikkinen Peter Stano Sędziowie liniowi: Nicolas Constantineau David Obwegeser |

| 29 sierpnia 2021 | Słowenia | 4:1 | Korea Południowa | Nye Jordal Amfi, Oslo |

| Szczegóły      | Szczegóły                                                                               | Szczegóły       | Szczegóły              | Szczegóły                                                                                             |
| -------------- | --------------------------------------------------------------------------------------- | --------------- | ---------------------- | --- |
| Godzina: 12:00 | Ž. Jeglič (PP2) 30:40 R. Tičar (PP1) 32:46 R. Sabolič (EQ) 35:12 A. Kopitar (SH1) 59:45 | (0:1, 3:0, 1:0) | 19:03 (PP1) A. Jin-hui | Widzów: 97 Sędzia główny: Geoffrey Barcelo Lassi Heikkinen Sędziowie liniowi: Knut Braten Simon Synek |
| Godzina: 12:00 | 12 min. kar                                                                             |                 | 12 min. kar            | Widzów: 97 Sędzia główny: Geoffrey Barcelo Lassi Heikkinen Sędziowie liniowi: Knut Braten Simon Synek |

| 29 sierpnia 2021 | Norwegia | 0:2 | Dania | Nye Jordal Amfi, Oslo |

| Szczegóły      | Szczegóły  | Szczegóły       | Szczegóły                                | Szczegóły |
| -------------- | ---------- | --------------- | ---------------------------------------- | --- |
| Godzina: 16:00 |            | (0:0, 0:1, 0:1) | 37:49 (EQ) F. Storm 56:48 (EQ) N. Ehlers | Widzów: 2500 Sędzia główny: Christoffer Holm Siergiej Judakow Sędziowie liniowi: Ludvig Lundgren David Obwegeser |
| Godzina: 16:00 | 8 min. kar |                 | 8 min. kar                               | Widzów: 2500 Sędzia główny: Christoffer Holm Siergiej Judakow Sędziowie liniowi: Ludvig Lundgren David Obwegeser |